# Frank Nelson (hockeista su ghiaccio)
Francis Augustus Nelson, detto Frank (New York, 24 gennaio 1910 – Upper Montclair, 9 marzo 1973), è stato un hockeista su ghiaccio statunitense.

## Palmarès

### Olimpiadi invernali
- Argento a Lake Placid 1932 nell'hockey su ghiaccio.